# Donat Tylman

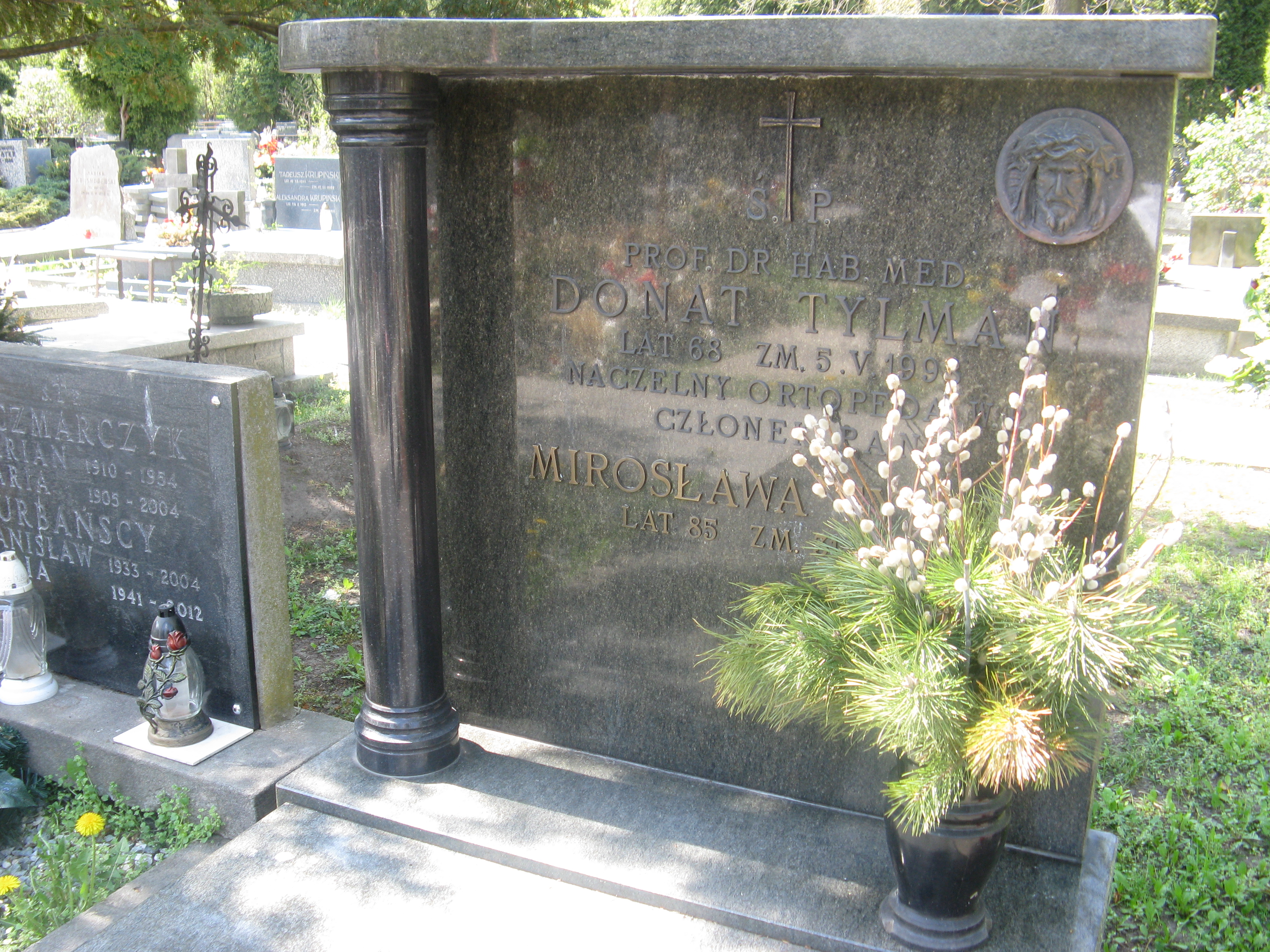
Grób Donata Tylmana na Cmentarzu Wojskowym na Powązkach

Donat Tylman (ur. 3 kwietnia 1930 w Sokółce, zm. 5 maja 1998 w Warszawie) – polski ortopeda.

## Życiorys
Po ukończeniu w 1948 liceum w Białymstoku przystąpił do egzaminów wstępnych na warszawską Akademię Medyczną, ale wobec niepowodzenia rozpoczął naukę w Wyższej Szkole Higieny Psychicznej. Rok później ponownie przystąpił do egzaminów i po ich zdaniu rozpoczął naukę na Wydziale Lekarskim Akademii Medycznej. Podczas studiów jego zainteresowania skupiły się na problematyce chorób i urazów narządów ruchu, swoją wiedzę w tym zakresie pogłębiał pod kierunkiem prof. Adama Grucy w Klinice Ortopedii. Dyplom ukończenia studiów otrzymał w 1953, a następnie po otrzymaniu stypendium naukowego kontynuował naukę w Klinice Ortopedii, gdzie w 1956 został asystentem prof. Adama Grucy. W 1961 uzyskał stopień doktora medycyny, a w 1965 został docentem. W 1973 został kierownikiem Instytutu Chirurgii Urazowej, Ortopedii i Neurochirurgii Centralnego Szpitala Klinicznego Wojskowej Akademii Medycznej przy ulicy Szaserów w Warszawie, w 1975 uzyskał tytuł profesora nadzwyczajnego. W tym czasie kierował równocześnie Kliniką Ortopedii, Kliniką Chirurgii Urazowej i Klinicznym Oddziałem Ortopedii Dzieci. W 1982 został profesorem zwyczajnym, a w 1993 Wojskowa Akademia Techniczna nadała mu tytuł doktora honoris causa. Członek Rady Krajowej PRON w 1983 roku. Pochowany na cmentarzu Powązki Wojskowe w Warszawie (kwatera HII-6-21).

## Dorobek naukowy
Zaprojektował a następnie przeprowadził aplikację kliniczną protezy stawu biodrowego, którego produkcja została rozpoczęta dzięki współpracy Wojskowej Akademii Technicznej i Politechniki Częstochowskiej.
Wprowadził nowatorski sposób nieoperacyjnego leczenia zwanego metodą czynnościową w przypadkach zmiażdżeniowych złamań śródstawowych i złamań wieloodłamowych trzonów kości długich. Opracował własną metodę operacyjnego leczenia złamania szyjki kości udowej przez zespolenie oraz przemieszczenie w szczelinę przełomu szyjki uszypułowanego przeszczepu kostnego z okolicy międzykrętarzowej, którą zastosował u osób w młodym wieku w przypadkach złamań szyjki kości udowej, która daje gwarancję niezaburzonego zrostu.

### Literatura
- „Patomechanika bocznych skrzywień kręgosłupa”;
- „Traumatologia Narządu Ruchu” (2 tomy);
- „Chirurgia Ortopedyczna” (unowocześnił i uzupełnił III tom opracowania autorstwa Adama Grucy);
- „Chirurgia” (1979) pod redakcją prof. Zdzisława Łapińskiego, Donat Tylman opublikował rozdział „Chirurgia urazowa narządu ruchu”;

## Członkostwo
- Prezes Zarządu Głównego Polskiego Towarzystwa Ortopedycznego i Traumatologicznego;
- Członek Honorowy Polskiego Towarzystwa Ortopedycznego i Traumatologicznego;
- Członek Korespondenta Polskiej Akademii Nauk;
- Członek Komitetu Patofizjologii Klinicznej Polskiej Akademii Nauk;
- Członek Komitetu Terapii Doświadczalnej Polskiej Akademii Nauk;
- Członek Centralnej Komisji ds. Stopni i Tytułów Naukowych przy Prezesie Rady Ministrów;
- Członek SICOT (Société Internationale de Chirurgie Orthopédique et de Traumatologie);
- Członek Międzynarodowego Towarzystwa Stanów Nagłych i Medycyny Katastrof.

## Odznaczenia
- Krzyż Komandorski Orderu Odrodzenia Polski;
- pięciokrotna nagroda I stopnia Ministra Obrony Narodowej;
- Nagroda Ministra Zdrowia;
- Nagroda Ministra Nauki i Szkolnictwa Wyższego;
- Nagroda Naczelnej Organizacji Technicznej;
- Nagroda Polskiej Akademii Nauk;
- Wpis do Honorowej Księgi Czynów Żołnierskich.